# Сулус
Сулу́с — село в Магдагачинском районе Амурской области России. Входит в сельское поселение Дактуйский сельсовет.

## География
Расположено в 9 км от центра сельского поселения, села Дактуй, и в 40 км от райцентра, пгт Магдагачи.

## Население
| 2002 | 2010 | 2012 | 2013 | 2014 | 2015 | 2016 |
| ---- | ---- | ---- | ---- | ---- | ---- | ---- |
| 58   | ↘39  | ↘37  | ↘34  | ↗35  | ↗36  | ↘34  |
| 2017 | 2018 |      |      |      |      |      |
| →34  | ↘31  |      |      |      |      |      |

## История
Основано в 1910 году при строительстве Транссибирской магистрали.
Название с якутского языка: «сулус» — «звезда».

## Инфраструктура
Станция Сулус ЗабЖД, 10-й околоток Магдагачинской дистанции пути ПЧ-14 и тяговая подстанция.